# القيوم (أسماء الله الحسنى)
القَيُّوم: اسم من أسماء الله الحسنى، ومعنى (القَيُّوم): القائم الدائم في ديمومية أفعاله وصفاته، وعلى كل نفس بما كسبت. ويدل اسم الله (القَيُّوم) على كمال غنى الرب –سبحانه-، وكمال قدرته وتدبيره لهذه المخلوقات. وقد ورد في القرآن الكريم في ثلاثة مواضع، ولم يرد اسم الله (القَيُّوم)، إلا مقترناً باسم الله (الحي). وورد في السنة في كثير من الأحاديث التي ورد فيها دعاء ولجوء واستغاثة بالله، أو ورد فيها إشارة إلى الاسم الأعظم. ولا يجوز تسمية المخلوق بالقيوم؛ لأن القَيُّوم هو المستغني بنفسه عن غيره، المفتقر إليه كل ما سواه، وذلك مختص بالله لا يشركه فيه غيره.

## معنى اسم الله (القَيُّوم) في اللغة والاصطلاح ودلالته

### اسم الله (القَيُّوم) لغة
- "(قَيُّوم) من أبنية المبالغة، ومعناها القيام بأمور الخلق، وتدبير العالم في جميع أحواله، وأصلها من الواو قيوام وقيوم وقيووم، بوزن فيعال وفيعل وفيعول. والقَيُّوم: من أسماء الله المعدودة، وهو القائم بنفسه مطلقاً، لا بغيره، وهو مع ذلك يقوم به كل موجود حتى لا يتصور وجود شيء، ولا دوام وجوده إلا به".[6]

### اصطلاحًا
القَيُّوم: "هو اسم من أسماء الله –تبارك وتعالى-". وله معنيان:
- المعنى الأول: هو الذي قام بنفسه، وعظمت صفاته، واستغنى عن جميع مخلوقاته.
- المعنى الثاني: هو الذي قامت به الأرض والسموات وما فيهما من المخلوقات، فهو الذي أوجدها وأمدها وأعدها لكل ما فيه بقاؤها وصلاحها وقيامها، فهو الغني عنها من كل وجه وهي التي افتقرت إليه من كل وجه، فالحي والقيوم من له صفة كل كمال وهو الفعال لما يريد.[8]
- جاء في تفسير النكت والعيون[9] للماوردي أن اسم الله القَيُّوم فيه ستة تأويلات:

أحدها: القائم بتدبير خلقه، قاله قتادة.
والثاني: يعني القائم على كل نفس بما كسبت، حتى يجازيها بعملها من حيث هو عالم به، لا يخفى عليه شيء منه، قاله الحسن.
والثالث: معنى القائم الوجود، وهو قول سعيد بن جبير.
والرابع: أنه الذي لا يزول ولا يحول، قاله ابن عباس.
والخامس: أنه العالم بالأمور، من قولهم: فلان يقوم بهذا الكتاب، أي هو عالم به.
والسادس: أنه اسم من أسماء الله، مأخوذ من الاستقامة، قال أمية بن أبي الصلت:

### دلالة اسم الله (القَيُّومُ)
يتصف المولى –عز وجل- بأنه القَيُّوم والقَيِّم والقَيَّام، وهو وصفٌ ذاتيٌ ثابت لله بالكتاب والسنة. ويدل على أمرين:
- الأول: كمال غنى الرب –سبحانه-، فهو القائم بنفسه، الغني عن خلقه.
- والثاني: كمال قدرته وتدبيره لهذه المخلوقات، فهو المقيم لها بقدرته سبحانه، وجميع المخلوقات فقيرة إليه.[2]

## اسم الله (القَيُّوم) في القرآن
لقد اقترن اسم (القَيُّوم) باسم الله (الحي)، في القرآن الكريم في ثلاث آيات، ولم يرد اسم الله (القَيُّوم) إلا مقترناً باسم الله (الحي). الأولى: في أعظم آية من كتاب الله (آية الكرسي)، في سورة البقرة. والثانية: في سورة (آل عمران)، الآية (2). والثالثة: في سورة (طه)، الآية (111).
* الآية الأولى: قال الله : ﴿اللَّهُ لَا إِلَهَ إِلَّا هُوَ الْحَيُّ الْقَيُّومُ لَا تَأْخُذُهُ سِنَةٌ وَلَا نَوْمٌ لَهُ مَا فِي السَّمَاوَاتِ وَمَا فِي الْأَرْضِ مَنْ ذَا الَّذِي يَشْفَعُ عِنْدَهُ إِلَّا بِإِذْنِهِ يَعْلَمُ مَا بَيْنَ أَيْدِيهِمْ وَمَا خَلْفَهُمْ وَلَا يُحِيطُونَ بِشَيْءٍ مِنْ عِلْمِهِ إِلَّا بِمَا شَاءَ وَسِعَ كُرْسِيُّهُ السَّمَاوَاتِ وَالْأَرْضَ وَلَا يَئُودُهُ حِفْظُهُمَا وَهُوَ الْعَلِيُّ الْعَظِيمُ ۝٢٥٥﴾ (سورة البقرة). { القَيُّومُ}: هذا الاسم يتضمن إثبات صفات الكمال أكمل تضمن. قَال شارح العقيدة الطحاوية -رحمه الله- في الكلام على {الحَيُّ القَيُّومُ}: "وهما من أعظم أسماء الله الحسنى، حتى قيل: إنهما الاسم الأعظم. فإنهما يتضمنان إثبات صفات الكمال أكمل تضمن وأصدقه، ولهذا كان قوله: {اللَّهُ لآ إِلَهَ إِلاَّ هُوَ الحَيُّ القَيُّومُ}، أعظم آية في القرآن، ...، وعلى هذين الاسمين مدار الأسماء الحسنى كلها، وإليهما ترجع معانيها جميعها". وقال ابن كثير: {القَيُّوم} "أي: القيّم لغيره، وكان عمر يقرأ: "القَيَّام" فجميع الموجودات مفتقرة إليه، وهو غني عنها، ولا قوام لها بدون أمره، كقوله: ﴿وَمِنْ آيَاتِهِ أَنْ تَقُومَ السَّمَاءُ وَالْأَرْضُ بِأَمْرِهِ ثُمَّ إِذَا دَعَاكُمْ دَعْوَةً مِنَ الْأَرْضِ إِذَا أَنْتُمْ تَخْرُجُونَ ۝٢٥﴾ [الروم:25]. وقوله:{لَا تَأۡخُذُهُۥ سِنَةٞ وَلَا نَوۡمٞۚ} أي: لا يعتريه نقص، ولا غفلة، ولا ذهول عن خلقه؛ بل هو قائم على كل نفس بما كسبت، شهيد على كل شيء، لا يغيب عنه شيء، ولا يخفى عليه خافية، ومن تمام القيومية أنه لا يعتريه سنة ولا نوم، فقوله: {لا تأخذه} أي: لا تغلبه سِنة، وهي الوسن والنعاس، ولهذا قال: {ولا نوم} لأنه أقوى من السنة". وقال ابن القيم: "وكان اسم الله الأعظم في آية الكرسي، لاشتمالها على صفة الحياة المصححة لجميع الصفات، وصفة القيومية المتضمنة لجميع الأفعال، ولهذا كانت سيدة آي القرآن وأفضلها". وقال العلماء: "إنما تميزت آية الكرسي بكونها أعظم آية في القرآن، لما جمعت من أصول الأسماء والصفات من الإلهية، والوحدانية، وصفة القيومية، فهذه أصول الأسماء والصفات، وذلك لأن الله تعالى أعظم مذكور، فما كان ذكراً له من توحيد وتعظيم، كان أعظم الأذكار".
* الآية الثانية: قوله تعالى: ﴿اللَّهُ لَا إِلَهَ إِلَّا هُوَ الْحَيُّ الْقَيُّومُ ۝٢﴾ [آل عمران:2] "جملة «لا إله إلا هو» صفة لله، «والحي» صفة ثانية، و «القيوم» صفة ثالثة. فالله سبحانه وتعالى الموصوف بالتفرد بالألوهية، السرمدية الأبدية، التي لم يسبقها ولا يلحقها عدم، وبالقيومية المبسوط سلطانها على كل شيء".
* الآية الثالثة: قوله تعالى: ﴿وَعَنَتِ الْوُجُوهُ لِلْحَيِّ الْقَيُّومِ وَقَدْ خَابَ مَنْ حَمَلَ ظُلْمًا ۝١١١﴾ [طه:111] قال الشنقيطي: "(القَيُّوم) صيغة مبالغة. لأن الله –سبحانه وتعالى- هو القائم بتدبير شئوون جميع الخلق. وهو القائم على كل نفس بما كسبت". "وهو الدائم الذي لا يزول ولا يبيد".
- واقتران اسم الله (القَيُّوم) باسم الله (الحي) في هذه الآيات، له دلالة عظيمة، ذلك أن اسم (الحي) يشمل جميع صفات الكمال الذاتية لله -عز وجل-، واسم (القيوم) يشمل جميع صفات الكمال الفعلية له –سبحانه-، وجَمَعَ النوعين من صفات الكمال الذاتية والفعلية، جمع لكل صفات الكمال المطلقة بصورها المتعددة.[17]"وهذا يجعل العبد مؤمناً بكمال ربه –سبحانه وتعالى-، شاعراً بنعمة الله عليه أنه منحه الحياة بشرف ما فيها من كمال، ويستشعر بنعمة النسبة لربه في قيام حياته بقيومية الحياة لربه –سبحانه-، فالعبد قائم بالله الحي القيوم، والله تعالى حي قيوم أزلاً أبداً، لا يلحقه الموت، ولا تلحقه الحاجة لغيره، لأن قيام غيره، إنما هو به -سبحانه-. ...، ومن علم أن الله هو القيوم الدائم، علم أنه لابد من نهاية كل من سواه سبحانه، ومن علم أن الله هو القيوم، استراح من كد التفكير، وتعب الاشتغال بغيره.[18]

## اسم الله (القَيُّوم) في السنة النبوية
لقد ورد اسم الله (القَيُّوم) في أكثر الأحاديث التي فيها إشارة إلى الاسم الأعظم. قال ابن القيم: "وصفة القيُّومية متضمنة لجميع صفات الأفعال، ولهذا كان اسم الله الأعظم، الذي إذا دعي به أجاب، وإذا سُئِل به أعطى، هو اسم (الحي القَيُّوم)". ومن الأحاديث النبوية التي ورد فيها اسم الله (القيوم)، ما يلي:
- الحديث الأول: عن ابن عباس رضي الله عنهما، قال: كان النبي صلى الله عليه وسلم إذا تهجد من الليل قال: «اللهم ربنا لك الحمد أنت قيم السموات والأرض، ولك الحمد أنت رب السموات والأرض ومن فيهن، ولك الحمد أنت نور السموات والأرض ومن فيهن، أنت الحق، وقولك الحق، ووعدك الحق، ولقاؤك الحق، والجنة حق، والنار حق، والساعة حق، اللهم لك أسلمت، وبك آمنت، وعليك توكلت، وإليك خاصمت، وبك حاكمت، فاغفر لي ما قدمت وما أخرت، وأسررت وأعلنت، وما أنت أعلم به مني، لا إله إلا أنت».1 ونقل أبو عبد الله البخاري: "قال قيس بن سعد، وأبو الزبير، عن طاوس، (قيام)، وقال مجاهد: (القيوم القائم على كل شيء)، وقرأ عمر، القيام، وكلاهما مدح).[21]
- الحديث الثاني: عن أبي بن كعب، قال: قال رسول الله صلى الله عليه وسلم: «يا أبا المنذر، أتدري أي آية من كتاب الله معك أعظم؟» قال: قلت: الله ورسوله أعلم. قال: «يا أبا المنذر أتدري أي آية من كتاب الله معك أعظم؟» قال: قلت: ﴿اللَّهُ لَا إِلَهَ إِلَّا هُوَ الْحَيُّ الْقَيُّومُ لَا تَأْخُذُهُ سِنَةٌ وَلَا نَوْمٌ لَهُ مَا فِي السَّمَاوَاتِ وَمَا فِي الْأَرْضِ مَنْ ذَا الَّذِي يَشْفَعُ عِنْدَهُ إِلَّا بِإِذْنِهِ يَعْلَمُ مَا بَيْنَ أَيْدِيهِمْ وَمَا خَلْفَهُمْ وَلَا يُحِيطُونَ بِشَيْءٍ مِنْ عِلْمِهِ إِلَّا بِمَا شَاءَ وَسِعَ كُرْسِيُّهُ السَّمَاوَاتِ وَالْأَرْضَ وَلَا يَئُودُهُ حِفْظُهُمَا وَهُوَ الْعَلِيُّ الْعَظِيمُ ۝٢٥٥﴾ قال: فضرب في صدري، وقال: «والله ليهنك العلم أبا المنذر».2

## حكم تسمية المخلوق باسم (القَيُّوم)
لا يجوز تسمية المخلوق بالقيوم؛ لأن القيوم هو المستغني بنفسه عن غيره، المفتقر إليه كل ما سواه، وذلك مختص بالله لا يشركه فيه غيره. قال ابن القيم - رحمه الله - في النونية:

## لوازم الإيمان باسم الله (القَيُّوم)
قال الرازي: واعلم أنه لما ثبت كونه سبحانه قيومًا، فهذه القيومية لها لوازم كما أن الإيمان باسم القيوم له آثار مسلكية منها:
- الإيمان بقيام الإنس والجن وسائر المخلوقات به: قال صلى الله عليه وسلم: «اللهم لك الحمد، أنت قيم السموات والأرض ومن فيهن» أي قائم على ما فيهما من النفوس بالرزق، وتدبير الشؤون وتصريفها.قال الرازي: ما دام أنه سبحانه قيوم على كل ما سواه، فكل ما سواه متقوم به، أي موجود بإيجاده.[23]
- التوكل على الحي القيوم: يقين العبد بأن ربه هو الحي الذي له الحياة الكاملة فلا يموت أبدا،، القيوم الذي يقوم بأموره ويدبر شؤونه، ولا تأخذه سنة ولا نوم ولا غفلة؛ يوجب له التعلق به والتوكل عليه في رغبه ورهبه، ومعاذه وملاذه.
- مراقبة الحي القيوم والخوف منه: إذا علم العبد أن ربه (الحي القيوم) الذي لا ينام ولا يغفل ولا ينسى، يحفظ عليه عمله ويحصيه ويجازيه عليه بالعدل والقسط، فالإيمان بالحي القيوم يوجب مراقبته و الخوف منه. قال تعالى ﴿أَفَمَنْ هُوَ قَائِمٌ عَلَى كُلِّ نَفْسٍ بِمَا كَسَبَتْ وَجَعَلُوا لِلَّهِ شُرَكَاءَ قُلْ سَمُّوهُمْ أَمْ تُنَبِّئُونَهُ بِمَا لَا يَعْلَمُ فِي الْأَرْضِ أَمْ بِظَاهِرٍ مِنَ الْقَوْلِ بَلْ زُيِّنَ لِلَّذِينَ كَفَرُوا مَكْرُهُمْ وَصُدُّوا عَنِ السَّبِيلِ وَمَنْ يُضْلِلِ اللَّهُ فَمَا لَهُ مِنْ هَادٍ ۝٣٣﴾ [الرعد:33]، قال ابن كثير: «أي: حفيظ عليم رقيب على كل نفس منفوسة، يعلم ما يعمل العاملون من خير وشر، ولا يخفى عليه خافية»[25] أوجب ذلك له الخوف منه سبحانه ومراقبته، وخشيته في السر والعلن.
- الخضوع والتذلل للحي القيوم: إذا علم العبد أن ربه حي قيوم تخضع له الخلائق يوم القيامة، كما قال سبحانه:﴿وَعَنَتِ الْوُجُوهُ لِلْحَيِّ الْقَيُّومِ وَقَدْ خَابَ مَنْ حَمَلَ ظُلْمًا ۝١١١﴾ [طه:111] واستشعر ذلك الموقف العظيم الذي يرى فيه الأغنياء والفقراء، والرجال والنساء، والأحرار والأرقاء، والملوك والسوقة، ذليلين خاضعين، ساكتين منصتين، خاشعة أبصارهم، خاضعة رقابهم، جاثين على ركبهم، لا يدرون ماذا ينفصل كل منهم به؛ خضع وذل وافتقر واستكان لربه في الدنيا قبل الآخرة.[24]

## هوامش
- 1: أخرجه البخاري في صحيحه، باب: قوله تعالى (وجوهٌ يومئذ ناضرة)، حديث رقم: (7442).
- 2: أخرجه مسلم في صحيحه، باب: فضل سورة الكهف وآية الكرسي، حديث رقم: (810).